# Selbstbehauptungskurs
Ein Selbstbehauptungskurs, auch als Selbstbehauptungs- und Selbstverteidigungskurs bekannt, ist ein Trainingsangebot zur Prävention von Gewalt, insbesondere in ihrer sexualisierten Ausprägung. Im Rahmen eines solchen Kurses werden Selbstbewusstsein und Selbstwert der Teilnehmer gestärkt, Grundlagen der Selbstverteidigung vermittelt und Handlungskompetenzen in potentiell bedrohlichen Situationen erweitert. Dies soll die Fähigkeiten zur Selbstbehauptung stärken. Wendo-Kurse sind eine Sonderform der Selbstbehauptungskurse, die  ursprünglich als Teil der Frauen- und Lesbenbewegung entwickelt wurden, mittlerweile gibt es auch Angebote für Jungen und Männer.

## Kursinhalte und angewandte Methoden
Je nach Anbieter und Zielgruppe variieren die Inhalte von Selbstbehauptungskursen stark. Aus professioneller Sicht sollten in einem Selbstbehauptungskurs die Auseinandersetzung mit Geschlechterrollen thematisiert werden. Es sollte in einer altersangemessenen Sprache über Sexualität gesprochen werden. Übungen zu Selbstbewusstsein, Selbstwert und Ich-Stärke sollten Teil eines solchen Kurses sein. Der Kurs an sich sollte so gestaltet sein, dass er den Teilnehmern ermöglicht, sich positiv mit der eigenen Persönlichkeit auseinanderzusetzen und eine Wertschätzung des eigenen Körpers zu erfahren. Die differenzierte Wahrnehmung und Artikulation eigener Gefühle, Bedürfnisse, Interessen sollte gefördert werden. Unterschiedliche Formen von Körperkontakt und deren persönliche Bewertung sollten thematisiert werden, ebenso die Wahrnehmung und Setzung von Grenzen. Weitere wichtige Kursinhalte sind, wie man mit einem eventuellen Geheimhaltungsdruck umgehen kann, wo man Hilfe holen und wem man sich anvertrauen könnte. Bei Kindern und Jugendlichen sollte darüber hinaus die Schutz- und Fürsorgepflicht Erwachsener angesprochen werden. Für alle Zielgruppen sind Grundinformationen zu sexualisierter Gewalt sowie Handlungsmöglichkeiten bei Bedrohung oder Übergriffen wichtige Themen eines solchen Kurses. Es sollte eine klare Position vermittelt werden, dass nur der Täter die Verantwortung für Gewalttaten trägt, insbesondere im Bereich sexualisierter Gewalt.
Ebenso variabel wie die Inhalte sind auch die eingesetzten Methoden. Häufig werden Rollenspiele und Gruppenspiele angewandt, sowie verschiedene andere Formen der Gruppenarbeit. Unterschiedliche Bewegungseinheiten mit einfachen körperlichen Abwehrtechniken sind häufig eingesetzte Methoden, weiterhin Visualisierungen (z. B. von Körperbildern) und Kommunikationsübungen. Ein Einbezug der Erfahrungen, Ideen und Vorschläge der Teilnehmer in offenen Gesprächsrunden und bei allen Übungen ist eine wichtige Voraussetzung dafür, dass individuelle Lösungen erarbeitet werden können.

## Qualitätsstandards
Es gibt noch keine allgemein verbindlichen Qualitätsstandards für Selbstbehauptungskurse.
Speziell für feministische Selbstbehauptungskurse wurden 2003 durch den Bundesfachverband feministische Selbstbehauptung und Selbstverteidigung (BV FeSt) Qualitätsstandards vereinbart und festgeschrieben. Ein grundlegendes Kriterium ist dabei das geschlechtsspezifische Angebot. Inhaltlich ist darüber hinaus festgelegt, dass neben der Stärkung des Selbstwerts, einer Schulung von Wahrnehmung und der Vermittlung von Selbstbehauptungsstrategien und Selbstverteidigungsmöglichkeiten auch eine feministische Haltung zum Thema Gewalt gegen Frauen und das Aufzeigen von Hilfsangeboten Teile des Kurses sind. Die dafür notwendigen Kompetenzen der Trainerinnen, wie z. B. das Wissen über körperliche Techniken der Selbstverteidigung oder rechtliche Grundlagen wurden festgeschrieben.
In Anlehnung an diese Qualitätsstandards oder parallel dazu gibt es Festlegungen anderer Fachverbände, einzelner Kursanbieter und von Kommunen. Daneben gibt es mittlerweile von Fachkräften entwickelte Checklisten für Qualitätsstandards.

## Angebote
Selbstbehauptungskurse werden von Verbänden der Mädchen- und Frauenhilfe, von Einrichtungen der Jugendarbeit, der Polizei, von Sportvereinen und privaten Trainern und Instituten angeboten. Dabei werden verschiedene Zielgruppen angesprochen: neben Kursen für Mädchen und Frauen gibt es Kurse für Kinder und Jugendliche aller Altersgruppen, sowie spezielle Kurse für Migrantinnen und Menschen mit unterschiedlichen Einschränkungen. Die Dauer und die Inhalte der Kurse, ebenso wie die Gruppengrößen variieren je nach Anbieter stark.

## Kritik
Da es keine verbindlichen Standards und Zertifizierungen gibt, ist es für Interessenten schwer zu erkennen, welche Angebote seriös sind. Schlecht konzipierte Kurse können schaden, anstatt zu helfen. Es gibt Anbieter, die aus pädagogisch-psychologischer Sicht unseriöse Methoden, wie die Etablierung eines sogenannten „Lichtmantels“ als Schutz zum Kursinhalt machen. Angebote, die den Schwerpunkt des Kurses auf die Selbstverteidigung legen, können bei den Teilnehmern Schuldgefühle auslösen, wenn es dennoch zu Gewalt kommt und die erlernten Methoden nicht wirksam eingesetzt werden können. Auch können sie ein falsches Sicherheitsgefühl erzeugen und somit verhindern, dass jemand in einer bedrohlichen Situation rechtzeitig die Flucht ergreift. Angebote, die darauf setzen Gefahrensituationen möglichst realitätsnah zu üben, können gerade bei Kindern und Jugendlichen Ängste auslösen und sind somit in Hinblick auf das eigentliche Kursziel kontraproduktiv. Eine Wirksamkeit von Selbstbehauptungskursen ist bisher nicht wissenschaftlich nachgewiesen. Deshalb fordern manche Fachleute für Prävention, wie z. B. Manfred Cierpka, Kompetenzen zur Selbstbehauptung verstärkt im Erziehungsalltag zu fördern und Kurse höchstens als Ergänzung dazu zu sehen.